# بسام البولعابی
بسام البولعابی (انگلیسی: Bassem Boulaâbi؛ زادهٔ ۱۱ ژانویهٔ ۱۹۸۴) بازیکن فوتبال اهل تونس است.
از باشگاه‌هایی که در آن بازی کرده‌است می‌توان به باشگاه فوتبال هانگژو گرین‌تاون، باشگاه فوتبال المعب تونس، باشگاه فوتبال ستاره ساحلی، باشگاه فوتبال بالمرسی، باشگاه فوتبال صفاقسی، و باشگاه فوتبال حمام الانف اشاره کرد.
وی همچنین در تیم ملی فوتبال تونس بازی کرده‌است.